# Crângeni (okręg Gałacz)
Crângeni – wieś w Rumunii, w okręgu Gałacz, w gminie Nămoloasa. W 2011 roku liczyła 5 mieszkańców.